# SN 393
SN 393 va ser un esdeveniment astronòmic, considerat com una probable supernova, observat l'any 393 per astrònoms xinesos.

## Història
Dues fonts històriques fan esment d'aquesta supernova: Jinshu i Songshu. La part astronòmica del testimoniatge (que segons els costums de l'època sempre anava acompanyada de la seva interpretació astrològica) permet datar-lo amb precisió l'any 393, en el període que s'estén entre el segon mes lunar -del 27 de febrer al 28 de març-, i el novè mes -del 22 d'octubre al 19 de novembre-. En el cas més desfavorable, el nou estel va ser visible des de finals de març a la fi d'octubre, és a dir més de 200 dies. Això descarta la hipòtesi que aquest esdeveniment hagi correspost a un cometa. La distinció entre una nova i una supernova, una altra possible explicació, és més difícil d'establir. El testimoniatge esmenta que l'esdeveniment es va produir en Wei, corresponent a una mansió lunar xinesa situada en la constel·lació de l'Escorpió, situada en la cua de l'animal.

## Resta de supenova SN 393
L'asterisme de Wei, proper al centre galàctic, és molt ric en restes de supernova, existint dues d'elles, SNR G348.5+00.1 i SNR G348.7+00.3, que reuneixen les característiques requerides per ser considerades les restes de SN 393. Una altra hipòtesi, proposta per Z.R. Wang, és que la resta sigui SNR G347.3-00.5 (també denominada RX J1713.7-3946). En tot cas, la identificació de la resta de supernova associada és avui impossible a causa del gran nombre de candidats i de la incertesa en la distància a la qual es troben. En canvi, la naturalesa de supernova d'aquest esdeveniment sembla establerta molt més sòlidament.